# César de Bourayne
César Bourayne, puis baron de Bourayne, né le 22 février 1768 à Brest, mort le 5 novembre 1817 à Brest, fut un officier de marine français, célèbre pour ses combats contre les navires anglais dans l'océan Indien et en mer de Chine. Il a été nommé major général en 1814, après avoir été fait baron en 1811.
Une rue de Brest porte son nom (rue du Commandant-Bourayne). Une baie et un port de l'île de Huahine en Polynésie française portent également le nom de Bourayne, trace, probablement, d'une escale de César Bourayne lors de son périple de Manille à Acapulco en 1806-1807.

## Origines et jeunesse
La famille Bourayne est originaire de Chartres depuis la première moitié du XVIIe siècle, et, semble-t-il, de Dreux antérieurement. L'arrière-grand-père de César, Michel Bourayne (1652-1723), était maître d'œuvre de bâtiments et travaux publics à Chartres et premier échevin de la ville. Son fils Michel-Philippe (1678-1734) part s'installer à Brest où il est directeur des domaines du Roi pour l'évêché de Léon. Louis (1718-1792), dernier fils de Michel-Philippe, est écrivain principal de la Marine à Brest. Il est le père de César Bourayne, dont l'une des cousines germaines a épousé Jacques-Noël Sané, le fameux architecte naval qui fut le maître d'ouvrage de la reconstitution de la flotte française sous Louis XVI, la Révolution et l'Empire, celui que Napoléon appelait « le Vauban de la Marine ».
César Bourayne est le cinquième d'une famille de treize enfants dont deux seront officiers de marine et deux commissaires de la marine, ce qui vaudra à leur mère dans la société brestoise le surnom de « la mère aux marins. »[réf. nécessaire] Il s'embarque, avec son frère aîné Charles qui fera souche à l'Ile de la Réunion, comme volontaire dès 13 ans en 1781 sur L'Auguste, gros vaisseau de ligne de 80 canons commandé par l'illustre Bougainville, dans l'escadre de comte de Grasse qui est appelée par Rochambeau et Lafayette en renfort pour supporter les insurgés américains de Washington dans leur lutte d'indépendance contre les Anglais. Il participe ainsi tout jeune à la victoire décisive de la Baie de Chesapeake face à Yorktown (Virginie). Dans les dix années qui suivent, il poursuit sa formation dans de nombreux engagements dans les Antilles, en Afrique, en mer Rouge, dans l'océan Indien et l'Asie du Sud-Est.

## Les premières années de sa carrière d'officier
Il est nommé officier en 1792 et participe en mer d'Irlande à plusieurs combats, dont l'un au cours duquel il est blessé et fait prisonnier, le 18 floréal an II (7 mai 1794). Il a 25 ans. Sa captivité dans la région de Bantry au sud-ouest de l'Irlande dure 19 mois. Il y fait la connaissance d'une jeune Irlandaise de deux ans plus jeune que lui, Mary Morgan, et l'épouse en janvier 1795 (les frères de Mary Morgan étaient officiers dans l'armée britannique !). Libéré en septembre 1795, il rentre à Brest où s'établit sa femme, tandis qu'il repart immédiatement. Mary Bourayne ne vivra que cinq ans en France, à Brest, auprès de sa belle-mère récemment veuve. Elle y met au monde trois enfants.

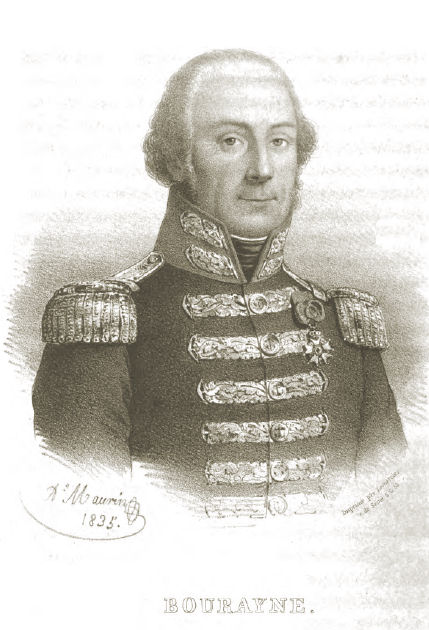
César Bourayne (1768-1817)
Gravure par A. Maurin, 1835. Portrait le représentant sans doute en 1804, lors de sa nomination comme Officier de la Légion d'Honneur

Les deux aînés meurent lors d'une épidémie de choléra. La dernière, Marie-Françoise Bourayne (dite Marie-Fanny) naît le 4 juillet 1800 et n’est sauvée de l’épidémie de choléra que grâce au fait qu’elle a pu être mise à temps à la campagne, loin de Brest, chez des cousins. Très isolée, perdue loin de son pays et de sa famille d'origine, parlant mal le français, Mary Bourayne meurt de choléra à Brest à 31 ans, en 1801, ayant très peu connu son mari. Sa fille n'avait qu'un an.
Pendant ce temps, le lieutenant de vaisseau César Bourayne se bat en mer d'Irlande sur le Redoutable. Il est nommé capitaine de frégate en 1796, commandant la frégate la Fidèle de 1800 à 1802, capitaine de vaisseau en 1803 lorsqu'on lui confie le commandement de la Canonnière, une frégate de 48 canons d'origine française mais qui avait été capturée et mise au service de la marine anglaise en 1795 sous le nom de la Minerve, puis reprise aux Anglais après son échouage à Cherbourg. Il est encore à Cherbourg lors de son second mariage le 2 novembre 1805 avec Marie-Louise Le Bescond du Chef du Bois, qui a alors 25 ans, qu'il ne reverra que 6 ans plus tard, et avec qui il ne vivra à Brest que les trois dernières années de sa vie. Entretemps, la petite Marie-Fanny est élevée par sa grand-mère, puis par sa belle-mère à partir de l'âge de 4 ans.

## Les combats dans l'océan Indien

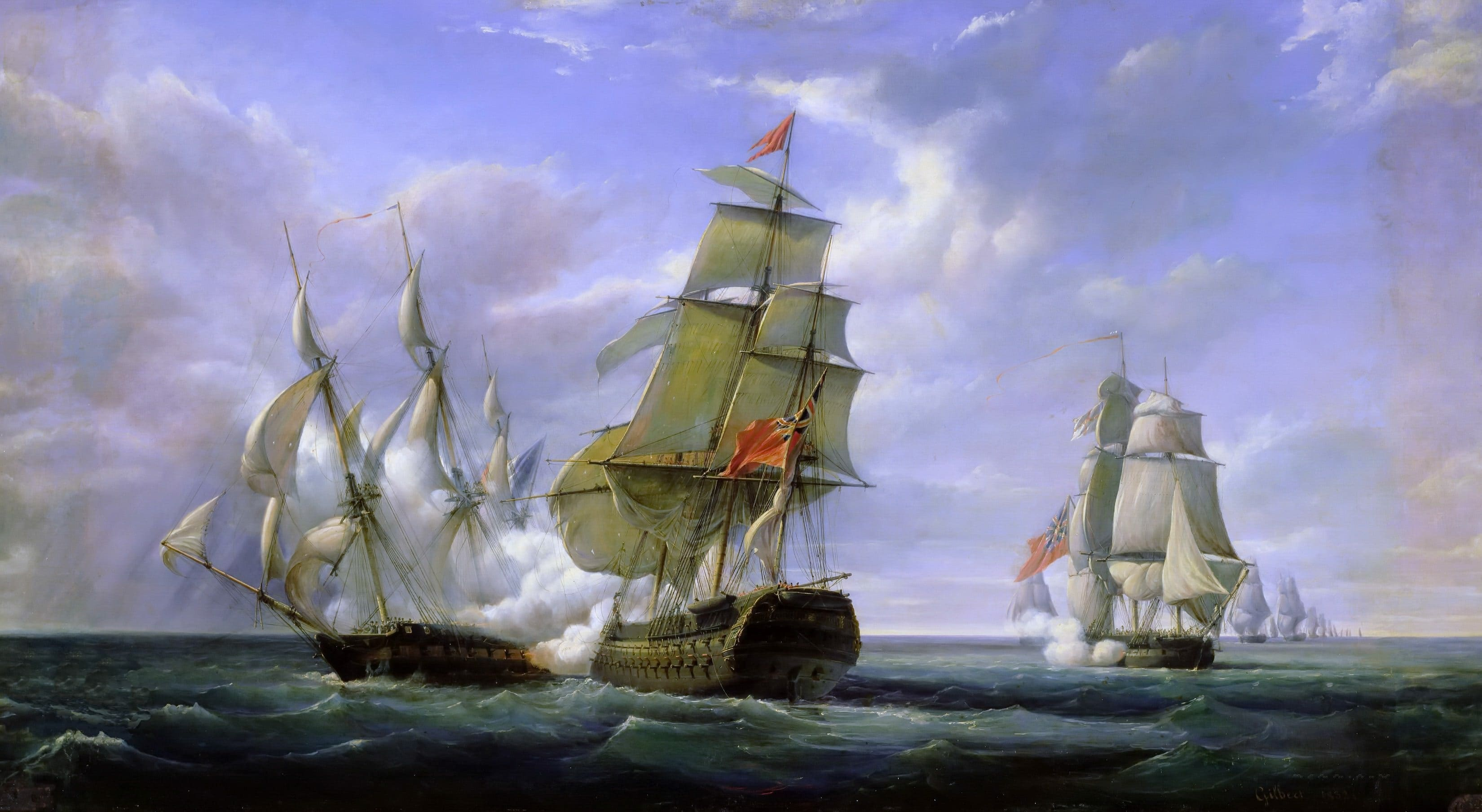
Pierre-Julien Gilbert : Combat de la frégate la Canonnière, sous les ordres du capitaine de vaisseau César Bourayne, contre le Tremendous de 74 canons (capitaine John Osborn) et l'Hindostan de 60 canons (capitaine Alexander Fraser) au large du Cap Natal, 21 avril 1806. Château de Versailles.

Trois semaines après son mariage, César Bourayne se rend à l'Isle de France (aujourd'hui île Maurice) dans l'océan Indien d'où il est envoyé en avril 1806 à proximité du cap de Bonne-Espérance. C'est là qu'il doit affronter le 21 avril 1806 deux gros vaisseaux, dont le HMS Tremendous de 74 canons, qui convoient 11 bâtiments de la Compagnie des Indes (Voir description du combat ci-dessous en annexe). Malgré la grande différence de forces, et précisément grâce à l'agilité de manœuvres que lui permettait la petite taille de sa frégate, César Bourayne sort vainqueur de ce combat resté fameux dans les annales de la Marine au point de mériter deux tableaux : l'un de Louis-Philippe Crépin au Musée de la Marine à Paris, l'autre de son élève Pierre-Julien Gilbert au château de Versailles. Ce fut en effet l'une des rares victoires navales de la France contre l'Angleterre pendant le premier empire. En 1849, Adolphe Thiers décrit ce combat exemplaire dans l’ Histoire du Consulat et de l'Empire
À la suite de ce combat, La Canonnière se présente sans méfiance à l'entrée du port de Simon's Town, dans la False Bay, qui borde à l'est le Cap de Bonne-Espérance, théoriquement sous contrôle ami hollandais. Mais les Anglais se sont approprié récemment la région (ce dont Bourayne n'a pas encore reçu notification) et attendent La Canonnière camouflés sous pavillon hollandais. Une chaloupe de La Canonnière partie en reconnaissance découvre la supercherie, et ses occupants sont faits prisonniers, tandis que La Canonnière, coupant ses amarres, parvient à s'enfuir sous une pluie de boulets tirés par deux forts qui protègent le port, les pavillons hollandais étant subitement remplacés par des pavillons anglais.
Mais il faut effectuer des réparations importantes sur la Canonnière ; Bourayne se rend donc à Manille, seul port de la région suffisamment équipé pour ce type de réparations. Il y est très bien accueilli puis est sollicité par le Gouverneur des Philippines pour aller chercher à Acapulco une très forte somme que le vice-royaume de Nouvelle-Espagne lui doit mais tarde à régler. En reconnaissance de l'accueil qu'il a reçu, il accepte cette mission et part pour un aller-retour de plus de 6 mois à travers le Pacifique. Le succès de cette mission lui vaut une proposition de forte indemnité financière du Gouverneur des Philippines, accompagnée d'un sabre richement orné, mais il décline ces offres à titre personnel, estimant n'avoir fait que son devoir d'officier français.
Rentré à l'Ile-de-France en juillet 1808, il capture la frégate britannique HMS Laurel qui participait au blocus de l'île. Cet exploit lui vaut de recevoir une lettre de félicitations des négociants de l'Île, assortie de deux pistolets d'honneur, tandis que le Gouverneur Decaen, en général avare de compliments, le cite élogieusement dans un courrier au Ministre de la Marine.
Dans les mois qui suivent, Bourayne se distingue encore à Madagascar, sur les côtes de Java (où il capture la frégate anglaise Discovery) et en mer de Chine puis rentre à l'Île-de-France où la Canonnière est désarmée en juillet 1809.

## Seconde captivité, titre et fin de carrière
Il a alors sous ses ordres le lieutenant de vaisseau Joseph Duburquois. Ils rentrent en France tous les deux en fin 1809 en tant que passagers sur La Canonnière qui a été désarmée et vendue à un armateur civil qui l'a rebaptisée La Confiance. Mais au large de Belle-Ile en février 1810, la Confiance est attaquée par un vaisseau anglais de 74 canons, le HMS Valiant. César Bourayne et Joseph Duburquois sont capturés et emmenés en Angleterre, sur les sinistres « pontons » de Portsmouth, véritables prisons flottantes, puis dans la région de Birmingham.
Sa seconde épouse peut l'y rejoindre peu de temps en 1811, au moment où il est fait baron d'Empire (2 mai 1811), et devient César de Bourayne. Leur fils Alexandre naît en 1812.
Pendant ce temps, la frégate la Confiance, anciennement Canonnière, capturée par la marine britannique en février 1810, est réarmée sous pavillon anglais, conservant son nom HMS Confiance, mais ne reprendra plus de service actif jusqu'à son désarmement final en 1814.
César de Bourayne ne peut rentrer en France qu'au printemps 1814, neuf ans après son départ de Cherbourg qui suivait immédiatement son mariage. Il a alors 46 ans. Il termine sa carrière à Brest, major général puis commandant de la Marine, chevalier de Saint-Louis, tout en gardant son grade de capitaine de vaisseau. Il avait été fait commandeur de la Légion d'honneur en 1807. Il a encore deux enfants, Louis né en 1815 et Amélie en 1816.
Il meurt l'année suivante à 49 ans, encore en exercice, laissant une veuve de 37 ans, une fille de son premier mariage (Marie-Fanny) qui a alors 17 ans et va se marier l'année suivante avec Joseph Duburquois qui en a 28 de plus, et trois jeunes enfants de 5 ans, 2 ans et 1 an. L'aîné sera officier de marine, le second avocat. La baronne César de Bourayne meurt elle-même relativement jeune, en 1834 à Lesneven. Elle a alors 54 ans.

## Annexe: Le combat de la frégate la Canonnière contre le vaisseau le Tremendous et l'Hindoustan
Extrait de la notice biographique César de Bourayne dans le livre de Joseph François Gabriel Hennequin publié en 1835 (Regnault éditeur) : Biographie Maritime ou notices historiques sur la vie et les campagnes des marins célèbres français et étrangers, pages 264 à 278

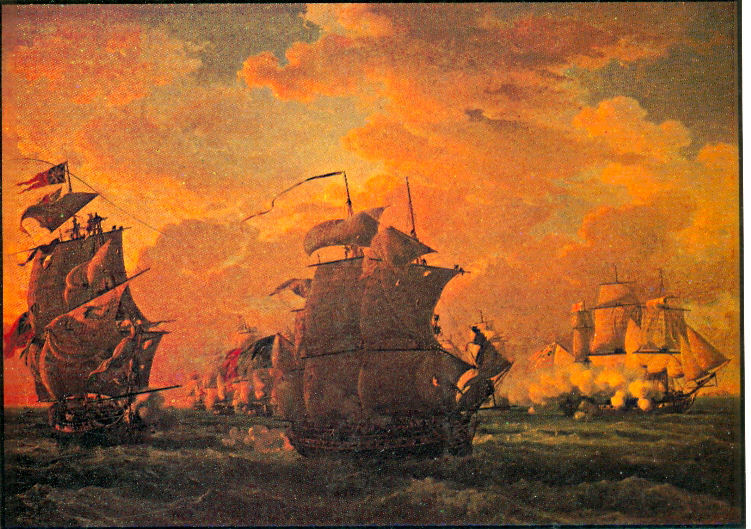
Combat de la Canonnière sous les ordres du Commandant César Bourayne contre le Tremendous de 74 canons (capitaine John Osborn) et l'Hindostan de 50 canons (capitaine Alexander Fraser). 21 avril 1806 au large du Cap Natal. Tableau de Louis-Philippe Crépin au Musée de la Marine (Paris)

Le 21 avril 1806, la Canonnière se trouvait par 32°43' de latitude sud, et 26°34' de longitude est, et environ à six lieues dans le nord-ouest du cap Natal, lorsqu'à six heures du matin les vigies signalèrent un grand nombre de bâtiments. Bourayne alors manœuvra pour s'en rapprocher, et bientôt il reconnut que c'était un convoi de la Compagnie anglaise des Indes. On en compta treize, parmi lesquels on distinguait deux vaisseaux de guerre. A dix heures, l'un, le Tremendous, de soixante-quatorze canons, se détacha du convoi pour se porter au devant de la Canonnière, à laquelle il fit des signaux de reconnaissance, dès qu'il la crut à portée de les apercevoir, et aussitôt il lui donna la chasse. Tout en manœuvrant pour éviter un ennemi aussi supérieur en force, Bourayne employait à bord tous les moyens possibles pour se procurer une marche plus avantageuse ; mais ce fut inutilement ; le vaisseau avait sur lui une telle supériorité, qu'à trois heures quarante minutes, il se trouvait dans les eaux de la Canonnière, à une petite portée de canon. Après avoir hissé son pavillon et sa flamme, Bourayne commença à tirer sur le Tremendous avec ses canons de retraite. Celui-ci, à son tour, hissant ses couleurs, répondit par ses canons de chasse, et le feu continua ainsi assez vivement jusqu'à quatre heures, sans qu'il en résultât aucune avarie majeure de part ni d'autre. À ce moment, le vaisseau étant parvenu à une très petite distance de la Canonnière, Bourayne manœuvra pour engager le combat. Il vint rapidement au plus près, bâbord amures, pour tâcher de gagner le vent, mais le vaisseau ayant exécuté la même manœuvre avec célérité, il conserva sa position au vent, par le travers, un peu en arrière de la frégate, ce qui donna à cette dernière celle de joue au vent. Bourayne, profitant habilement de cette position qui, à tout prendre, n'était pas mauvaise, mit subitement en ralingue, et envoya toute sa bordée au vaisseau, qui probablement n'était pas préparé à un combat sérieux, car il ne riposta que par quelques coups de canon ; mais la Canonnière continua son feu avec la plus grande vivacité.
Cependant le Tremendous reprit bientôt ses avantages ; artillerie, mousqueterie, tout tonne à la fois. En un moment la frégate se trouve sous une pluie de boulets et de projectiles ; ses voiles sont criblées, son gréement haché ; les boulets traversent sa batterie d'un bord à l'autre ; le mât d'artimon et le grand mât sont presque coupés, mais heureusement, ils restent debout. Une volée, tirée à mitraille de canon de gaillard de la frégate, fait taire la mousqueterie du vaisseau ; les canonniers français, pointant avec la plus grande justesse, font voler les éclats sur toute sa surface ; par de continuelles oloffées la frégate le bat en écharpe ; bientôt son avant est entièrement dégréé ; ses focs tombent à la mer ; son petit mât de perroquet est coupé ; sa grande vergue est fracassée en plusieurs endroits ; ses écoutes, ses amures volent en pantenne ; enfin, après une heure et demie d'engagement, le petit mât de hune du Tremendous, coupé au-dessus du chouque, tombe avec fracas, et ce vaisseau se trouve presque entièrement désemparé. Alors les cris A l'abordage ! À l'abordage ! retentissent de toutes parts à bord de la Canonnière ; mais le commandant Bourayne, ne jugeant pas cette manœuvre praticable dans la situation où il se trouvait, ne crut pas devoir répondre à cet élan de son brave équipage ; cependant, il profita de l'état de délabrement du vaisseau pour le dépasser. La Canonnière alors vint tout au vent, et lui envoya une volée en enfilade sur son avant ; mais en exécutant cette manœuvre, elle ne put éviter la bordée qu'il lui tira presque en poupe. Désormais le Tremendous, que ses avaries faisaient tomber sous le vent, aurait en vain cherché à se rapprocher de la frégate ; il fut obligé de l'abandonner et de se replier sur son convoi. Ainsi se termina un combat aussi glorieux pour Bourayne que honteux pour son adversaire, qui avait sur lui une si grande supériorité
A peine la Canonnière était-elle débarrassée du vaisseau, qu'elle se vit obligée de faire les préparatifs d'un nouveau combat. Un bâtiment, qui avait l'apparence d'une grande frégate, se dirigeait à pleines voiles sur elle, et bientôt il se trouva au vent, à portée de canon. Bourayne alors se disposa à recevoir ce nouvel adversaire. Ce bâtiment, qu'on reconnut à ce moment être un vaisseau de la Compagnie, venant tout à coup au lof, envoya à la frégate sa bordée de tribord ; puis, virant lof pour lof, fit feu de sa batterie de bâbord, et, se couvrant ensuite de voiles, s'enfuit vent arrière. Bourayne, voyant que l'intention de ce bâtiment n'était pas de tenter un engagement sérieux, ne daigna pas lui répondre.
Maître enfin du champ de bataille, et ayant vu fuir devant lui deux vaisseaux, dont un était fort maltraité, Bourayne dut songer à réparer ses avaries ; elles étaient si considérables que quarante huit heures de calme suffirent à peine pour cette opération. La Canonnière eut dans cet engagement quatre hommes tués et vingt cinq blessés dont sept très grièvement. Le Tremendous eut quatre-vingt-un hommes tués ; son mât de misaine, percé de treize boulets, tomba quelques jours après.
D'après le rapport du commandant Bourayne, que nous avons sous les yeux, on ne peut se figurer l'ardeur et l'intrépidité que déployèrent les officiers et l'équipage de la Canonnière pendant la durée de cette action, et elles étaient portées à leur comble lorsque le Tremendous abandonna le champ de bataille. « Il ne s'agissait plus alors, dit-il, de soustraire la frégate au vaisseau ennemi, ni de le forcer à la retraite ; ils aspiraient à le prendre, et les cris A l'abordage ! qui se firent entendre à plusieurs reprises, témoignaient assez de cette intention ».
Mais ce que le commandant Bourayne n'a pu dire, et que nous tenons d'un des officiers de son état-major (Mr de la Rouvraye, aujourd'hui capitaine de frégate), c'est le sang-froid dont lui-même a fait preuve dans cette action ; nous nous contenterons d'en citer deux traits. Pendant le combat, un boulet vint frapper l'une des cornes de son chapeau et le faire tourner sur sa tête : « Apparemment, dit-il, ces b…–là ne me trouvent pas bien brassé. » Et il rétablit son chapeau dans la position qu'on appelle carrée. Dans un autre moment, Bourayne était près d'une caronade, sa longue vue à la main, observant ce qui se passait à bord du vaisseau anglais ; la caronade, frappée par un boulet, vole en éclats, blesse plusieurs hommes et le renverse lui-même sur le pont. On le crut tué ; on court à lui ; mais, se relevant aussitôt, et montrant sa longue-vue qu'il n'avait point quittée : « Elle n'est pas cassée », dit-il. Voir aussi

## Sources et bibliographie
- Maurice Duburquois, A l'Est du Cap des Tempêtes - La Royale dans l'Océan Indien et la Mer de Chine, Yves Salmon éditeur 1982 - Collection : des hommes de la mer.
- Histoire de deux marins bretons : Joseph Duburquois et César de Bourayne
- Joseph François Gabriel Hennequin, Biographie Maritime ou notices historiques sur la vie et les campagnes des marins célèbres français et étrangers, Regnault éditeur, 1835, pp. 264 à 278 Lire en ligne
- Société de militaires et de gens de lettres, Victoires, conquêtes, désastres, revers, guerres civiles des Français de 1792 à 1817, tome 17, Impr. C.L.F. Panckoucke, Paris, 1817-1825, pp. 286 à 289. Lire en ligne
- Albert Pitot : L'Ile de France, esquisses historiques (1715-1810). E.Pezzani Port Louis (Ile Maurice) 1899, pages 277 à 280, 308,309
- Les Noms qui ont fait l'histoire de Bretagne, Coop Breizh et Institut culturel de Bretagne, 1997, p. 58.
- Gustave Chaix d'Est-Ange, Dictionnaire des familles françaises anciennes ou notables à la fin du XIXe siècle, Bourayne ou Bouraisne (de)